# Exogonoides joaoi
Exogonoides joaoi is een borstelworm uit de familie van de Syllidae. De wetenschappelijke naam van de soort werd voor het eerst geldig gepubliceerd in 2016 door Fukuda, San Martín, Carrerette en Paresque.